# Liste der Kulturdenkmäler in Dreikirchen
In der Liste der Kulturdenkmäler in Dreikirchen sind alle Kulturdenkmäler der rheinland-pfälzischen Ortsgemeinde Dreikirchen mit den Ortsteilen Oberhausen und Pütschbach aufgeführt. Grundlage ist die Denkmalliste des Landes Rheinland-Pfalz (Stand: 21. Dezember 2021).

## Einzeldenkmäler
| Bezeichnung                                       | Lage                                | Baujahr                            | Beschreibung                                                                            | Bild                           |
| ------------------------------------------------- | ----------------------------------- | ---------------------------------- | --------------------------------------------------------------------------------------- | ------------------------------ |
| Katholische Kapelle                               | Oberhausen, Hauptstraße 90 Lage     | zweite Hälfte des 19. Jahrhunderts | Saalbau, wohl aus der zweiten Hälfte des 19. Jahrhunderts                               | weitere Bilder Fotos hochladen |
| Katholische Kirche St. Antonius Abbas und Barbara | Pütschbach, Alte Kirchstraße 4 Lage | zweite Hälfte des 13. Jahrhunderts | kleines Schiff, im Kern aus der zweiten Hälfte des 13. Jahrhunderts, frühgotischer Chor | weitere Bilder Fotos hochladen |
| Hofanlage                                         | Pütschbach, Hauptstraße 27 Lage     | um 1700                            | Streuhof; Fachwerkbauten, teilweise massiv, um 1700                                     | Fotos hochladen                |